# 萨拉辛
萨拉辛，是西班牙卡斯蒂利亚-莱昂布尔戈斯省的一个市镇。总面积10平方公里，总人口271人（2001年），人口密度27人/平方公里。